# Акцизний склад
Акцизний склад — це приміщення на обмеженій території, де виробляються, обробляються, змішуються, розливаються, пакуються, зберігаються, отримуються чи видаються підакцизні товари.

## Законодавчий статус
Обов’язковою умовою є присутність на акцизному складі представників органу державної податкової служби. Основним завданням представника податкового органу на акцизному складі є здійснення постійного безпосереднього контролю за дотриманням установленого порядку виробництва, зберігання, відпуску спирту етилового, горілки та лікеро-горілчаних виробів і сплати податку, вжиття заходів для недопущення порушення законодавства України.